# Abdellah Karroum
Abdellah Karroum (in arabo عبد الله كروم‎?, ʿAbd Allāh Karrūm; Marocco, 8 agosto 1970) è un critico d'arte e editore marocchino.

## Biografia
Ha conseguito un dottorato presso L'Università Michel de Montaigne Bordeaux 3, specializzata in comunicazione, arte e spettacolo. È il fondatore e direttore artistico di vari progetti artistici, come L'appartement 22 luogo per incontri e mostre fondato a Rabat dal 2002; “Le Bout du Monde spedizioni” un progetto intrapreso a partire dal 2000; Edizioni Hors'champs, editrice di pubblicazioni artistiche attiva dal 1999; infine a fondato R22, radio avviata nel 2007.
Ha organizzato numerose mostre di arte contemporanea a CAPC Museo d'Arte Contemporanea di Bordeaux, tra cui "Pensées bleues" con George Bazelitz, Mustapha Boujemaoui, Enzo Cucchi, Wolfgang Laib e Nam June Paik, "Méta-activités" di Jean-Paul Thibeau, ed è stato uno dei curatori della Biennale Dak'art del 2006.
Dal 2006 Karroum fa parte del consiglio scientifico del Premio Internazionale per l'Arte Contemporanea della Fondazione Pierre, di Monaco. Presidente della giuria internazionale del premio UNESCO per la promozione delle Arti, organizzato con la Biennale di Sharjah 8, e membro della giuria internazionale per il Leone d'oro alla 52ª Biennale di Venezia (2007), Karroum è co-curatore del "Position Papers" programma nella Biennale di Gwangju 2008, su invito del direttore artistico Okwui Enwezor.
È promotore del laboratorio “Arte, Tecnologia ed Ecologia” che ha la sua sede nella Scuola cinematografica ESAV di Marrakech. La sua ricerca è stata finanziata in parte dal Prince Claus Fund (Amsterdam) e il Clark Art Institute (Williamstown, MA). Curatore della 3ª AiM Biennale Internazionale Festival. Un altro progetto di Karroum è una ricerca dal titolo « Allers/Retours » sull'arte contemporanea nei paesi del Maghreb, in Europa e in Africa.